# Cercospora comari
Cercospora comari är en svampart som beskrevs av Peck 1885. Cercospora comari ingår i släktet Cercospora och familjen Mycosphaerellaceae.   Inga underarter finns listade i Catalogue of Life.